# ISO 3166-2:ZW

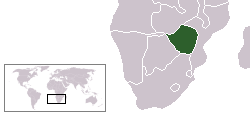
Localisation du Zimbabwe sur une carte du sud de l'Afrique.

ISO 3166-2:ZW est l'entrée pour le Zimbabwe dans l'ISO 3166-2, qui fait partie du standard ISO 3166, publié par l'Organisation internationale de normalisation (ISO), et qui définit des codes pour les noms des principales administration territoriales (e.g. provinces ou États fédérés) pour tous les pays ayant un code ISO 3166-1.

## Provinces (10)
Les noms des subdivisions sont listés selon l'usage de la norme ISO 3166-2, publiée par l'agence de maintenance de l'ISO 3166 (ISO 3166/MA).
```
ZW-BU
 
Bulawayo
 (ville)

ZW-HA
 
Harare
 (ville)

ZW-MA
 
Manicaland

ZW-MC
 
Mashonaland Central

ZW-ME
 
Mashonaland East

ZW-MW
 
Mashonaland West

ZW-MV
 
Masvingo

ZW-MN
 
Matabeleland North

ZW-MS
 
Matabeleland South

ZW-MI
 
Midlands
```

## Historique
Le nom a été changé de la Rhodésie du Sud (RH, RHO, --) à Zimbabwe (ZW, ZWE, 716).
Historique des changements
- 27 novembre 2015 : Mise à jour de la Liste Source